# Twitch
Twitch er et website, hvor brugere over nettet kan livestreame computerspil og andet. Platformen blev lavet i 2011, og på tre år udviklede den sig til at blive det fjerdestørste website i USA målt på mængden af data, kun overgået af Netflix, Apple og Google. I 2014 havde Twitch 50 millioner brugere om måneden.
Twitch blev i august 2014 solgt til Amazon for 970 millioner amerikanske dollars. Handlen var et led i Amazons forsøg på at gøre sport mere interaktivt, ved at streame det på Twitch, hvor seerne kan chatte med hinanden samtidig med sportsaktiviteten streames. F.eks. har Amazon haft en etårig aftale med NFL, om at streame deres kampe på både Amazon Prime og Twitch.
Selvom Twitch i høj grad er kendt for at give plads til streaming af især e-sport, bruger mange også platformen til at streame anden underholdning. Nogle musikere deler deres arbejdsproces live, mens andre f.eks. streamer deres snedkerarbejde. Som følge af platformens design, er det nemt at oprette sig og begynde at streame, hvilket har betydet at Twitch også har været brugt til at streame en række masseskyderier over hele verden. I 2019 streamede en mand i Tyskland et skyderi, hvor to blev dræbt og yderligere to blev sårede. 2.200 mennesker nåede at se med, før streamen blev taget ned af Twitch. I maj 2022 nåede en mand at streame to minutter af et masseskyderi i Buffalo, New York, hvor 10 blev dræbt og 3 blev såret.